# Samael

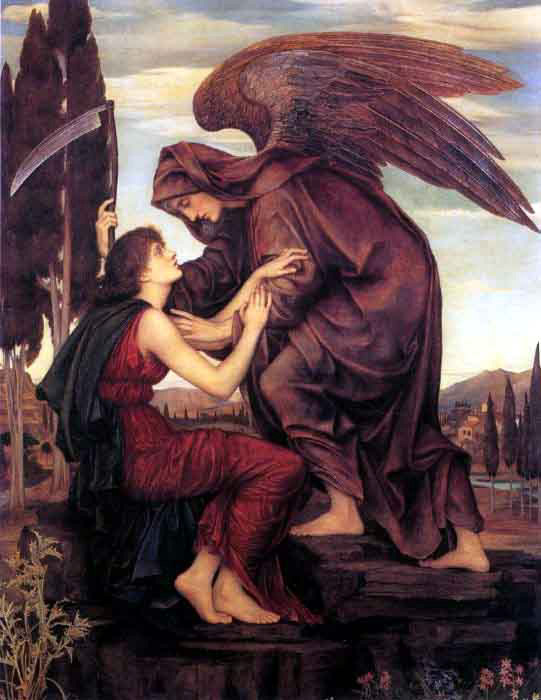
Representación de Samael como el ángel de la muerte, pintura de Evelyn De Morgan, 1890.

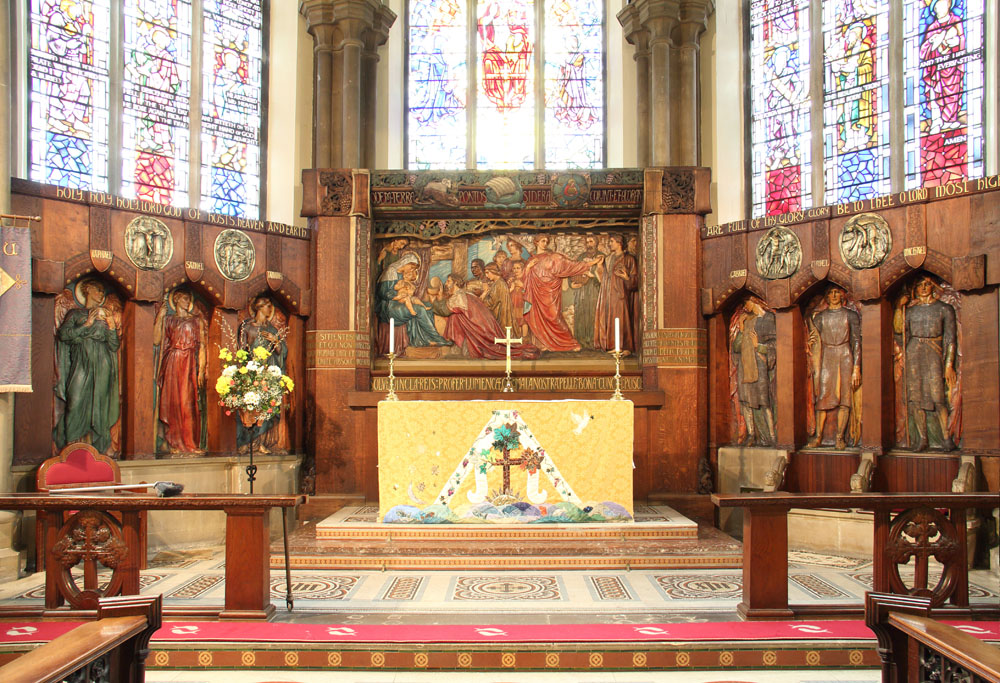
Un relieve del Arcángel Samiel en túnica roja, mostrado en el lado izquierdo del altar de la Iglesia de San Bartolomé, Sydenham, Londres.

Samael (en hebreo: סַמָּאֵל, que se traduce como «Veneno de Dios» o «Ceguera de Dios»; en árabe: سمسمائيل‎, Samsama'il o سمائل‎, Samail; también conocido como Smil, Samil o Samiel) es un arcángel en la tradición talmúdica y postmalmúdica, una figura que es el acusador o adversario (Satanás como se menciona en el Libro de Job), el seductor, y el ángel destructor (Mashhit, como se menciona en el Libro del Éxodo). Si bien muchas de sus funciones se asemejan a la noción cristiana de Satán, hasta el punto de que a veces se le identifica como un ángel caído,: 257–60 no es necesariamente malvado, en tanto también se considera que sus funciones tienen como resultado el bien, por ejemplo, destruir a los pecadores. Es el arcángel de la fuerza y de la voluntad, jefe del Quinto Cielo y uno de los siete regentes del mundo, servido por millones de ángeles. Residía en el Séptimo Cielo (Araboth, Geburah). 
En textos midráshicos se le considera un miembro de las huestes celestiales con funciones a menudo sombrías y destructivas. Uno de los papeles más importantes de Samael en la tradición judía es el de principal ángel de la muerte y jefe de los satanes. Aunque condona los pecados humanos, sigue siendo uno de los siervos de Dios. Aparece con frecuencia en la historia del Jardín del Edén y en escritos del periodo del Segundo Templo se le atribuye el plan de la caída de Adán y Eva con una serpiente. Sin embargo, la serpiente no es una forma de Samael, sino una bestia que éste montaba como un camello. Según algunas tradiciones, se trata de un ángel caído que se rebeló contra Dios urdiendo el pecado original de Adán y Eva. En un relato en particular también se cree que es el padre de Caín, así como la pareja de Lilith. En la literatura talmúdica y midráshica temprana aún no se le identifica con Satán. Sólo en Midrashim posteriores se le denomina «jefe de todos los satanes».
Como ángel de la guarda y príncipe de Roma, es el archienemigo de Israel. Al comienzo de la cultura judía en Europa, Samael se había establecido como representante del cristianismo, debido a tal identificación con Roma.: 263 
En la cábala, Samael es una fuerza de desequilibrio que forma parte de los Qlifot. En algunas cosmologías gnósticas, el papel de Samael como fuente del mal se identificó con el Demiurgo, el creador del mundo material. Aunque probablemente ambos relatos proceden de la misma fuente, el desarrollo gnóstico difiere del desarrollo judío de Samael, en el que Samael es simplemente un ángel y siervo de Dios.

## En el judaísmo

### Periodo del Segundo Templo y posterioridad

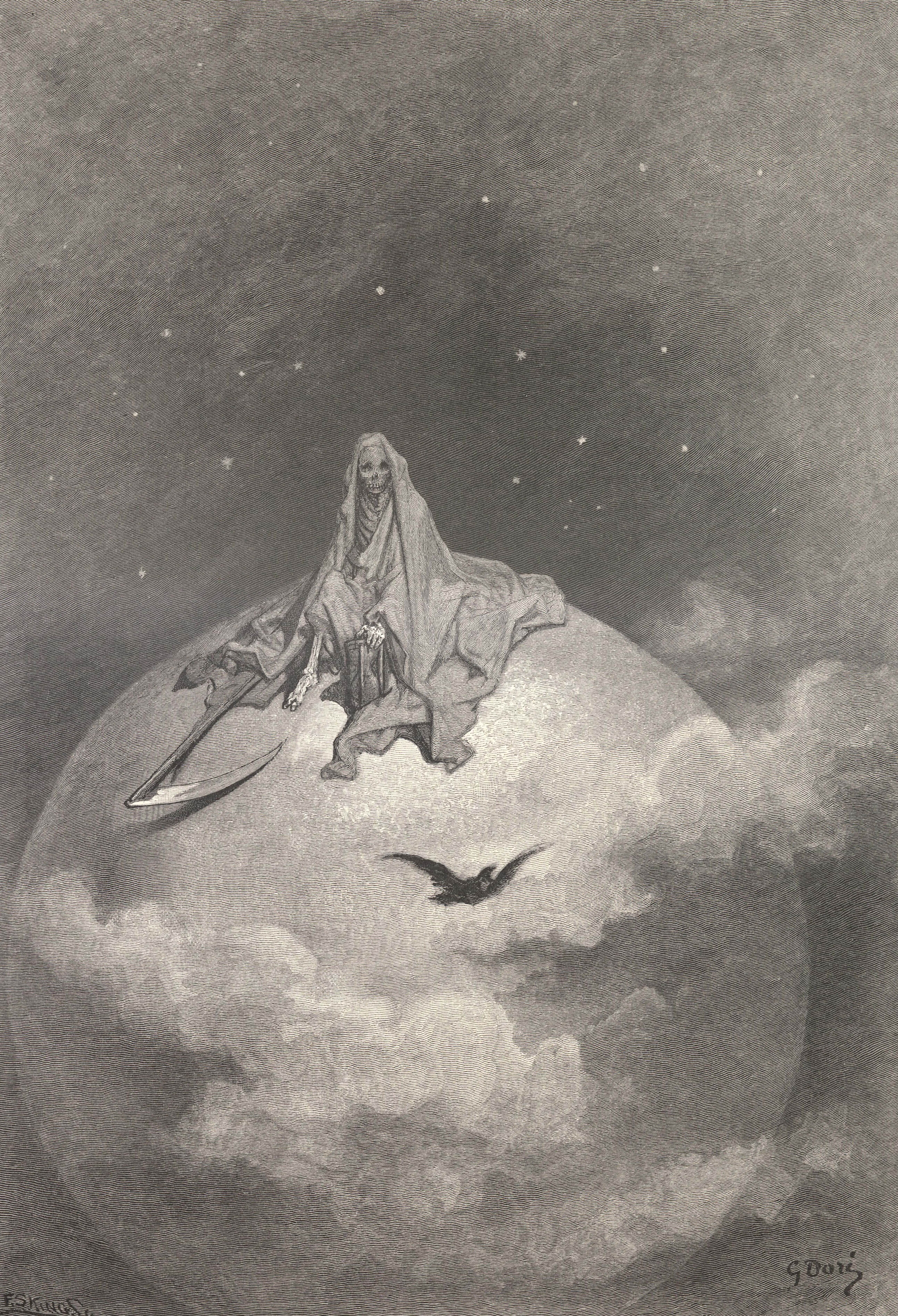
Samael en una túnica, sentado y con la guadaña en la mano en la cima del mundo, ilustración de Gustave Doré.

Las primeras menciones a Samael aparecen por primera vez durante el periodo del Segundo Templo e inmediatamente después de su destrucción. Al parecer, se le menciona por primera vez en el Libro de Enoc junto con otros ángeles rebeldes. En Enoc 1 es uno de los Grigori (Vigilantes u Observadores), ángeles que descendieron a la Tierra para copular con mujeres humanas, aunque no aparece aquí como su líder, cargo que corresponde a Semyazza.
En el Apocalipsis griego de Baruc, es la figura maligna dominante. Samael planta el Árbol del Conocimiento, por lo que es desterrado y maldecido por Dios.: 257–60 Para vengarse, tienta a Adán y Eva a pecar tomando la forma de la serpiente.
Aparece además como la encarnación del mal en la Ascensión de Isaías, a menudo identificado como:
- Melkira (en hebreo: מלך רע‎, melek ra, 'rey del mal, 'rey de los malvados');
- Malkira / Malchira (מלאך רע‎, malakh/malach ra, 'mensajero del mal' o 'ángel de la iniquidad');
- Belkira (probablemente בעל קיר‎, baal qir, 'señor del muro'); o
- Bechira (בחיר רע‎, bachir ra, 'el elegido del mal, elegido por el mal').

También se le aplican los nombres de Belial y Satanás y se apodera del rey Manasés para acusar a Isaías de traición.

### Literatura talmúdica-midráshica
En la literatura talmúdica-midráshica, el papel de Samael como agente del mal es más bien marginal, pero a partir del siglo V o VI, este nombre vuelve a ser uno de los más prominentes entre las entidades demoníacas.: 257–60 Samael no es identificado con el ángel de la muerte en el Talmud.
En el Éxodo Rabbah (esto es, en el midrash del Éxodo), Samael es representado como el acusador en la corte celestial y como quien tienta a pecar, mientras que Miguel defiende las acciones de Israel. Aquí, Samael es identificado con Satán. Mientras que Satán es un título que describe su función como «acusador», Samael es considerado su nombre propio. También cumple la función del Ángel de la Muerte, cuando viene a llevarse el alma de Moisés y es llamado líder de satanes.
El título de satán también se le aplica en el midrash Pirke De-Rabbi Eliezer, donde es el jefe de los ángeles caídos,: 257–60  y un serafín de doce alas. Según el texto, Samael se opuso a la creación de Adán y descendió a la Tierra para tentarlo al mal. Montado en la serpiente, convence a Eva para que coma el fruto prohibido. Su papel aquí podría ser similar a la idea islámica de Iblís, que se negó a postrarse ante Adán porque él está hecho de fuego mientras que Adán sólo de polvo. El Midrash también revela que Samael engendró a Caín con Eva.
En el Midrash Konen, es el soberano del tercer infierno. Varias fuentes, como el Yalkut Shimoni (I, 110; una compilación agadáica de los libros de la biblia hebrea), lo describen como el ángel guardián de Esaú que lo relaciona con Roma, el ángel que luchó con Jacob, el ángel que ordenó a Abraham sacrificar a Isaac y un patrono de Edom. Según el Sotah 10b, Samael es el ángel guardián de Edom.[cita requerida]
Otros autores sostienen que es en realidad el mismo Samael, un arcángel de Dios.

### Cábala
En la Cábala (A. E. Waite, 255), Samael es descrito como la «severidad de Dios», y figura como quinto de los arcángeles del mundo de Briah, uno de los globos del árbol de la vida. Entre sus porciones están Esaú (el pueblo que hereda la espada y trae la guerra), las cabras y los se'irim (demonios), y los ángeles destructores.
Aunque tanto Samael como Lilith son demonios importantes en tradiciones judías más tempranas, no aparecen emparejados sino hasta la segunda mitad del siglo XIII, cuando se presentan juntos. Lilith es un demonio creado junto a Adán, originalmente para el papel que desempeñaría Eva, que luego se convierte en la pareja de Samael. Con ella, Samael creó una hueste de hijos demonios, incluyendo un hijo, la «Espada de Samael» (o de Asmodeo).
En la obra cabalística Tratado sobre la Emanación Izquierda, Samael forma parte de los Qlifot, príncipe de todos los demonios y esposo de Lilith. Se dice que los dos son paralelos a Adán y Eva, siendo emanados juntos del Trono de Gloria como una contraparte. También se menciona que Asmodeo está subordinado a Samael y casado con una Lilith menor y más joven. Según el tratado, Dios castró a Samael para no llenar el mundo con su descendencia demoníaca, siendo esta la razón por la que Lilith busca fornicar con hombres.
En el Zohar, una de las principales obras de la Cábala, Samael es descrito como líder de las fuerzas divinas de destrucción, formando parte de los Qlifot; siendo la Qlifá de Hod en el Árbol Qlifótico. Se le menciona de nuevo como jinete de la serpiente, y se le describe como apareado con Eisheth Zenunim, Naamá y Agrat bat Mahlat, todas ellas «ángeles» de la prostitución sagrada. Notablemente, la misma obra lo llama más tarde Azazel, lo que podría tratarse de un caso de identidad equivocada, ya que Azazel puede ser él mismo en la tradición zoharística una combinación de los ángeles Aza y Azrael.
Como Qlifot, cabe destacar que en algunas tradiciones ocultistas se indica que su regente es Adramelej. 
También se dice que el Baal Shem Tov invocó una vez a Samael para que cumpliera sus órdenes.

## En la demonología
La primera mención de Samael en el libro de Enoc le describe como uno de los ángeles que se rebelaron contra Dios, aunque no su líder. Estos ángeles serían los grigori, que descendieron a la Tierra para emparejarse con mujeres.
Otra versión de su rebelión se da en el Apocalipsis griego de Baruc, donde se dice que Samael, envidioso del rol de Adán en la creación, plantó el árbol del conocimiento para causar su caída en pecado. La misma fuente cuenta que la serpiente del Edén era realmente un disfraz de Samael para tentar a Eva. Tras el acto, Samael fue descubierto y expulsado del cielo por Dios.
En la Ascensión de Isaías, Samael es identificado con Belial y Satán y coronado con los títulos de "rey de los malvados" (melek ra). Aparece en la historia manipulando al rey Manasés para acusar a Isaías de traición.
En un escrito de midrash llamado Pirke De-Rabbi Eliezer, escrito durante el auge del Islam, Samael aparece de nuevo como la causa de la tentación de Adán y Eva. La representación de Samael que se da en el texto parece influida por el Iblis musulmán: el ángel, hecho de fuego, desdeña a Adán por estar hecho de polvo, por lo que desciende del cielo para tentarle a comer de la fruta del conocimiento y así caer en desgracia. En esta versión, la serpiente no es Samael, sino su montura, una bestia originalmente similar a un camello. También se revela que Caín es hijo de Samael después de que este sedujera a Eva.
En los cultos satánicos, se considera uno de los demonios principales que conforma una trinidad demoníaca junto a Semyazza y Lucifer.
En el Zohar se menciona de nuevo a Samael como el jinete de la serpiente y padre de Caín. Sin embargo, el mismo trabajo le confunde con Azazel, lo que podría provenir de una confusión zoharística que combinó a Aza y Azrael para dar a Azazel como resultado. Según el texto, Samael se emparejó con Eisheth Zenunim, Naamá y Agrat bat Mahlat, todas ellas ángeles negativos de la prostitución sagrada.
En el Tratado de la Emanación Izquierda, un texto cabalístico, Samael es parte del Qliphoth, príncipe de los demonios y compañero de Lilith.; y se especifica que Lilith y él pretenden ser una contraparte oscura a Adán y Eva, y que Asmodeo, cuya relación con ellos no está clara más allá de ser un sirviente, está casado con otra Lilith menor.

## En el gnosticismo
En el Libro secreto de Juan ―encontrado entre los Manuscritos de Nag Hammadi (Egipto, siglo IV d. C.)―, Samael es el tercer nombre del demiurgo, siendo los otros dos Yaldabaoth y Saklas.
En este contexto, Samael significaría "el dios ciego",
Su apariencia es la de una serpiente con rostro de león.
En el libro Sobre el origen del mundo ―también de los Manuscritos de Nag Hammadi―, es mencionado como Ariael.

## En la cultura popular
- En el universo ficticio de las novelas La rueda del tiempo (1984-2010) del escritor estadounidense Robert Jordan (1948-2007), el Renegado Sammael es uno de los principales villanos, un general que traiciona a las fuerzas de la Luz y se pasa al bando de la Sombra.
- Samael (1987-), es el nombre de una banda suiza de black metal.
- En el cómic The Sandman (1989-1996), de Neil Gaiman, Samael aparece como el nombre original de Lucifer, antes de la caída. Esto se mantiene en el cómic derivado Lucifer (2000-2006) de Mike Carey donde es la figura central.
- En la serie Lucifer (2016-2021) Samael es el nombre angelical de Lucifer.
- En el videojuego de Horror de supervivencia Silent Hill (1998), los protagonistas de la saga le dan el nombre y la forma de Samael u otro demonio a la diosa a la que rinde tributo la secta de Silent Hill por ser ajenos a esta religión; sin embargo, nunca se ha revelado si el dios del juego es verdaderamente Satanás, Samael o algún otro ser maligno.
- Samael también aparece en la película Hellboy (2004), como el perro-demonio que nunca muere y como portador de destrucción y catástrofe.
- Samael aparece en la novela gráfica Máximo poder de Almeida Saavedra bajo el nombre de "Zama-El", como una entidad sumamente poderosa que busca redención a través del mortal Brandon Máximo, quien decide volverse el mayor súper héroe de un extraño mundo.
- Sammael, cantante de Rap residente del Caribe Colombiano, su música es conocida bajo los términos de Playa brisa y rap.
- En el juego de rol Anima: Beyond Fantasy (2005), Samael es el nombre que recibe la organización en la que se agrupan las distintas razas no humanas.
- La banda estadounidense The Mars Volta, en la canción «Asilos Magdalena» (del álbum Amputechture, 2006) menciona al demonio Samael como al «Oscuro» al que entregan su alma.
- En la película australiana Gabriel (2007), el demonio Samael lidera un grupo de ángeles caídos, los cuales controlan el purgatorio; Gabriel es el último arcángel de Dios que lucha contra los caídos, ya que todos los arcángeles anteriores han fracasado en la misión de llevar la luz al purgatorio.
- Samael (Adramelej) aparece en el videojuego Final Fantasy XII (2007), como un esper o monstruo invocable (su nombre en inglés es Adrammelech, The Wroth). Es representado como una criatura alada, de color verde amarillento y cubierto con una armadura de color rojo; cuyo poder está basado en la electricidad. Su ataque «flash arc» (‘arco de flash’) y su técnica «Judgement bolt» (‘el rayo del Juicio’) infligen daño de elemento rayo.
- En la comedia de situaciones española Museo Coconut (2010), el demonio aparece como referencia en forma de un loro llamado Samael. El animal lleva el mal allá donde va y cuando Rosario, el guía, lo lleva al museo, el nuevo director sufre una serie de desgracias hasta acabar falleciendo.
- En el videojuego Darksiders: Wrath of War (2010), Samael es un demonio con un temible poder y una retorcida belleza. Sus alas negras invertidas son una cruel burla de los ángeles contra los que siempre ha luchado. Al rechazar las reglas impuestas por el Destructor, Samael fue encarcelado por toda la eternidad.
- En el manga Ao no Exorcist (2011), Samael es la verdadera identidad de Mephisto Pheles, quien domina el tiempo y el espacio, y también es actual director de la academia de la Cruz Verdadera.
- En el manga Nanatsu no Taizai el más poderoso de los 4 Arcángeles era Mael, conocido como el Ángel de la Muerte.

Temido por la raza de los demonios y debido a su monumental fuerza, Mael fue víctima de un hechizo que le otorgaba el poder de la oscuridad pero eliminaba su gracia divina, sus memorias y su identidad, haciéndole creer que era no sólo un demonio, si no el mismísimo hijo del Rey Demonio.  Ahora del lado de los demonios y creyéndose él mismo uno de ellos, Mael (llamado ahora Estarossa) estuvo durante años masacrando ángeles junto a las huestes del Rey Demonio, hasta que el hechizo fue deshecho más de 3000 años después. Cuando recobró sus memorias al enfrentarse a sus hermanos los Cuatro Arcángeles, la ira se adueñó de él y se dispuso a asesinar tanto a ángeles como a demonios. 
Cuando era Mael de su espalda brotaban cuatro alas de plumas. Al ser víctima del hechizo demoníaco, las pierde y son sustituidas por dos alas de energía oscura durante su tiempo como Estarossa. 
Tras recuperar sus memorias como arcángel pero sin haber renunciado todavía al poder de la oscuridad, posee seis enormes alas. Tres de ellas son blancas y las otras tres son negras.
La última sílaba de Estarossa enlaza con su nombre real para formar la palabra Samael.
- En Darksiders II (2012), Samael aparece en un momento anterior a su encarcelamiento, en el que el jinete Muerte debe enfrentarse a él para obtener una de las llaves al pozo de las almas. También se hace mención a que Lilith comparte lecho con él.
- En el anime Macademi Wasshoi! (‘academia de magos’), el demonio Samael aparece como Eitarou Sakuma, un profesor amante de Moe, que revela su identidad en el undécimo episodio.
- Samael aparece en Persona 3 y Persona 4 como parte de la Arcana de la muerte.
- En la novela ligera de High School DxD Samael es un ángel caído mata dragones el cual está maldito por el Dios de la biblia y por ello sellado en Cocito. Su poder de matar dragones se debe a que el Dios de la biblia le puso la maldición de poder matar serpientes y dragones ya que el Dios de la biblia odio a estos seres después de que la serpiente tentara a Adán y Eva con la manzana.
- En la canción de Mägo de Oz Xanandra, Samael es interpretado por el cantante y guitarrista de la banda española Sôber.
- En el universo ficticio de Warhammer 40.000, Samael es el señor del ala de cuervo, la segunda compañía del capítulo de los Ángeles oscuros, cuya misión es localizar y perseguir a los ángeles caídos.
- En el manga Makai Ouji devils and realist, Samael es un demonio. Duque del este y señor del limbo.
- En el manga Saint Seiya: Next Dimension, Samael es una serpiente que anuncia la resurrección de Odiseo de Ofiuco, decimotercer santo dorado.
- En la serie Lucifer se menciona como su nombre antes de la caída en el episodio 6 de la primera temporada.
- En la serie Salem en el capítulo 3 de la 3ª temporada se menciona a Samael, el que "mató a cada primogénito de cada madre de Egipto" refiriéndose a Little John.
- En la telenovela Apocalipse el nombre de Samael es usado por el asesino cuyos crímenes están relacionados con el libro bíblico del Apocalipsis.
- En la serie Vagabond (2019), Samael es el nombre de un terrorista responsable de la caída de un avión surcoreano en Marruecos.